# Косидба на Рајцу
Косидба на Рајцу је међународна туристичка манифестација која симболично представља мобу и свечан завршетак кошења планинских ливада. Одржава се традиционално, у јулу, прве недеље након Петровдана, у организацији Туристичке организације Љиг и подршку Општине Љиг.

## Историјат
Прво такмичење косача на Рајцу се одржало када и први народни вашар, далеке 1892. године, да би тек много касније 1965. и 1967. јавила идеја и Косидба на Рајцу постаје туристичка манифестација.
До сада на смотри су учествовали косци из Велике Британије, Исланда, Румуније, Русије, Холандије, Мађарске, Норвешке, као и најбољи косци из Словеније, Републике Српске и Црне Горе.

## Програм и правила манифестације
Косидба није само такмичење косача, већ приказ традиције, почев од окупљања косача, трубача, здравичара, водоноша, одласка на косидбу, косачког ручка на трави. Изворне играчке и певачке групе из околних села су у народним ношњама, а ручак од традиционалних јела се служи на ћилимима и белим чаршафима.

### Ревијални део
Пошто манифестација има и такмичарски карактер, сама косидба се одвија по већ утврђеним правилима, где косачи долазе на кошење са потребном опремом и обавезном косачком ношњом која подразумева белу вежену кошуљу, појас, беле панталоне вежене чарапе и опанке. Победник ревијалног дела такмичења добија титулу Ђидије, а понеће је косач који најбоље коси, најбољу ношњу носи, најбоље пева...

### Такмичење за златну косу
Право учествовања на такмичењу за Златну косу имају косачи, такмичари победници претходних манифестација Косидба на Рајцу, победници осталих Косидби у Србији и такмичари из иностранства.
Оцењивање сваког косача врши се:
- по броју откоса,
- по ширини првог откоса,
- по брзини покошене парцеле,
- по квалитету покошене парцеле.

## Пратећи садржај
Поред главног програма у коме се такмиче косачи у кошењу, кроз пратећи садржај одржавају се спортска такмичења, дефиле фолклорних ансамбала, косача, ручконоша, водоноша... и културно-уметнички програм у коме учествују фолклорни ансамбли, трубачи и певачи.

## Галерија
- Косидба на Рајцу, 2014. година
- Косидба на Рајцу, 2014. година
- Ливада на Рајцу
- Косидба на Рајцу, 2016. година
- Косач на Рајцу, 2016. година
- Косач у традиционалној ношњи на Рајцу, 2016. година
- Косидба на Рајцу, 2016. година
- Туристи на манифестацији Косидба на Рајцу, 2016. година